# Peleteria neotexensis
Peleteria neotexensis är en tvåvingeart som beskrevs av Brooks 1949. Peleteria neotexensis ingår i släktet Peleteria och familjen parasitflugor.
Artens utbredningsområde är Colorado. Inga underarter finns listade i Catalogue of Life.